# Bažant Edwardsův
Bažant Edwardsův (Lophura edwardsi) je jeden z nejvíce ohrožených druhů bažanta. Divoká populace se odhaduje maximálně na 50–250 jedinců, v letech 2000 až 2010 však nebylo zaznamenáno jediné potvrzené pozorování, a tak je možná již zcela vyhubena. V zajetí je chována necelá tisícovka jedinců. Je organizován záchranný program přímo v oblasti jeho původního výskytu (tzv. in-situ program) ve Vietnamu.
Bažant Edwardsův obývá deštné lesy do nadmořské výšky 900 metrů, a to pouze ve Vietnamu - je tamním endemitem. Obvykle žije v párech. Samec je modře zbarvený, hlavu má jako většina jiných bažantů červenou. Vybarvuje se v prvním roce života. Samice je nenápadně zbarvená. Snáší 4–7 vajec, která se líhnou po 22 dnech.
Jde o druh blízce příbuzný bažantu vietnamskému (Lophura hatinhensis).
Objeven byl v roce 1896. Poslední známý jedinec tohoto druhu byl v přírodě odchycen v roce 1997 a umístěn do Zoo Hanoi.

## Chov v zoo
Do Evropy byl poprvé dovezen roku 1926.
Bažant Edwardsův je v současnosti v Česku chován ve čtyřech zoologických zahradách: Zoo Liberec, Zoo Ostrava, Zoo Plzeň a Zoo Praha. Právě Zoo Praha řídí jeho evropský záchovný program (EEP). Dále je k vidění v Ptačím ráji Číněves na Nymbursku. V minulosti patřily k chovatelům tohoto vzácného opeřence také zoo v Děčíně, Chlebech u Nymburka a rovněž v Zoo Zlín. Na Slovensku je chován tento druh bažanta v Zoo Bojnice a Zoo Košice.  V celé Evropě je chován přibližně v šesti desítkách veřejných chovatelských zařízení, nejvíce pak ve Spojeném království.

### Chov v Zoo Praha
Historie chovu tohoto vzácného a chovatelsky náročného bažanta v Zoo Praha je poměrně dlouhá. Zahájil ji první pár, který přišel v roce 1949. První mláďata se však vylíhla až roku 1977. První úspěšný odchov je doložen o dva roky později (1979). Od té doby se již narodilo 135 mláďat. Na konci roku 2018 byly chovány dva páry. V květnu 2019 přišlo na svět dalších pět mláďat, která se podařilo úspěšně odchovat. Mládě se vylíhlo i v květnu 2020. K srpnu 2024 se v pražské zoo vylíhlo a úspěšně odchovalo 187 mláďat. Pro bažanta Edwardsova vede program EEP (EAZA Ex situ Programme) a evropskou plemennou knihu.

## Ochrana
O vytvoření životaschopné populace bažanta Edwardsova se snaží mnoho organizací, včetně české pobočky Světové bažantí asociace (World Pheasant Association Czech Republic and Slovakia), a to mj. i ve spolupráci se zoologickými zahradami v Praze, Plzni, Liberci a Ostravě.
V roce 2015 zrealizovala Zoo Praha transport čtyř jedinců bažantů Edwardsových do Zoo Hanoi, kde žijí potomci posledního jedince známého z volné přírody. Jeden samec a tři samice byli převezeni do Vietnamu, aby utvořili páry právě s těmito cennými potomky. Tím by měla vzniknout geneticky čistá linie, díky níž by se mohli někteří jedinci vrátit do volné přírody. V roce 2023 odjela z pražské zoo šestice bažantů (tři samci a tři samice) do Taipei Zoo.
Akce proběhla ve spolupráci s mezinárodními asociacemi a evropskými zoologickými zahradami, konkrétně v kooperaci s World Pheasant Association (WPA), European Conservation Breeding Group (ECBG), Evropskou asociací zoologických zahrad a akvárií (EAZA), Zoo Hanoi, Zoo Bojnice, Zoo London, Fasanerie Erfurt, Zoo Plzeň a ptačím parkem ve Walsrode s severním Německu.
Bažant Edwardsův je jedním z cílových druhů mezinárodní kampaně Vietnamazing (složenina ze slov Vietnam a amazing, což anglicky znamená „úžasný“).

## Galerie

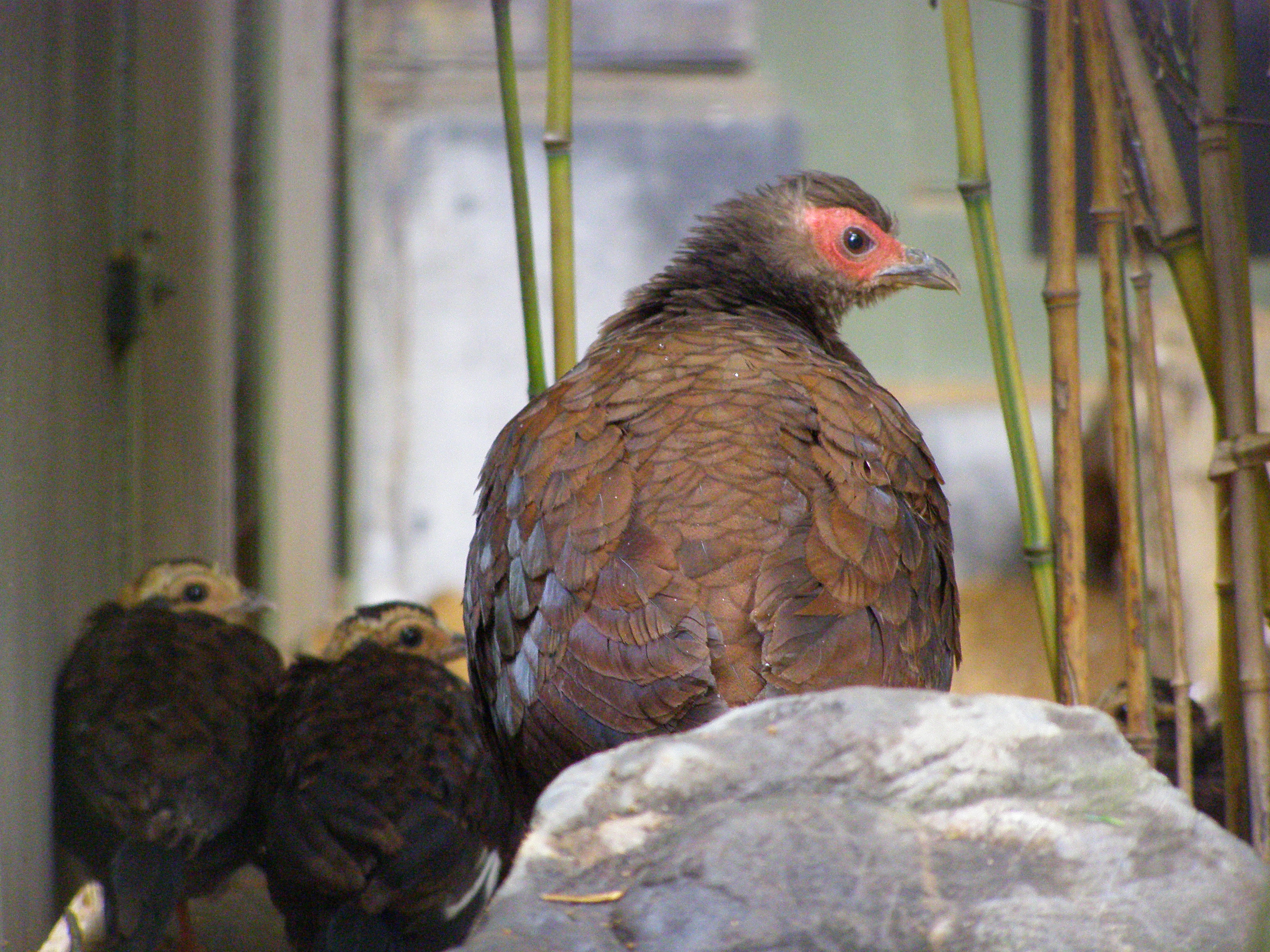
Bažant Edwardsův
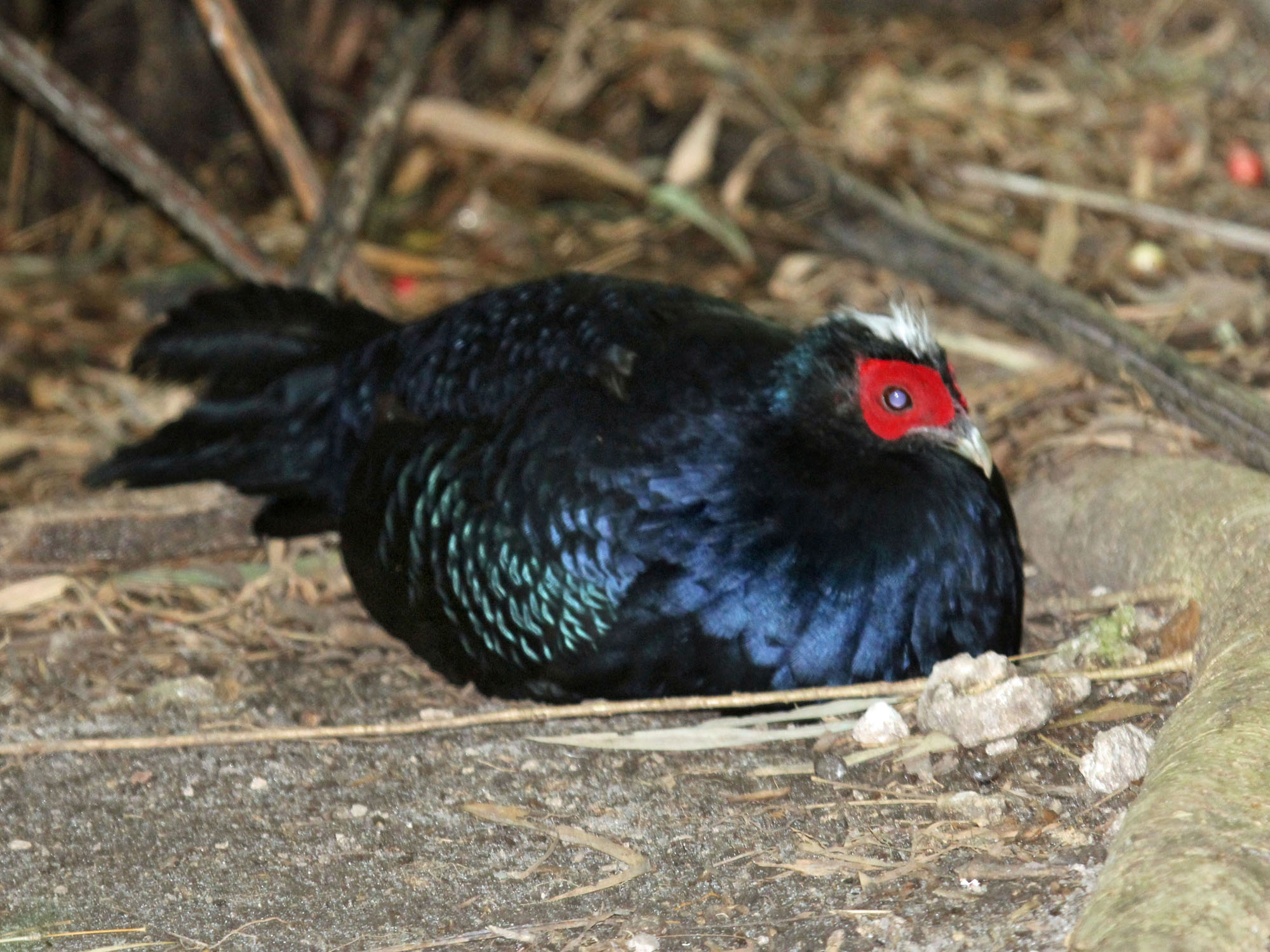
Bažant Edwardsův
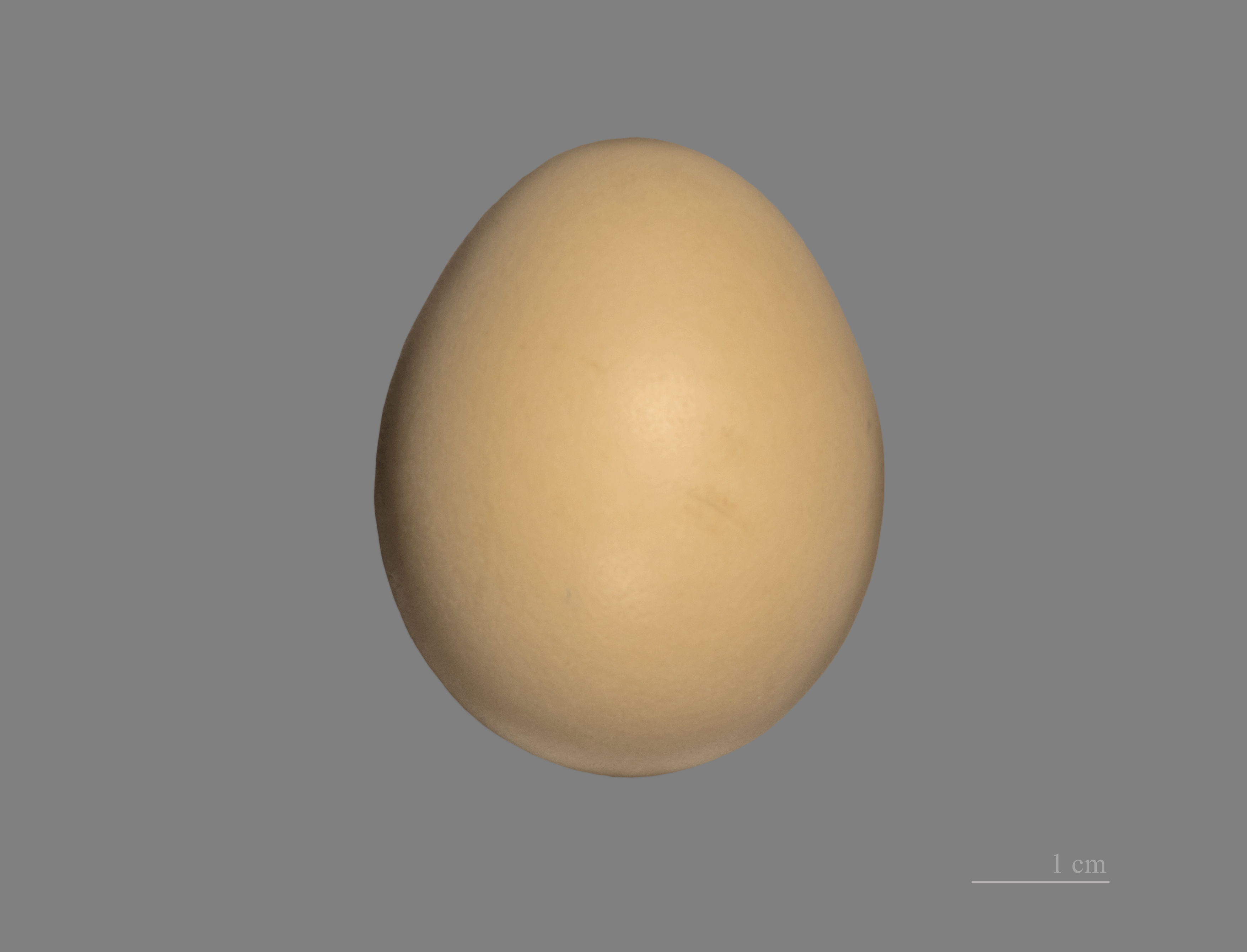
Vajíčko
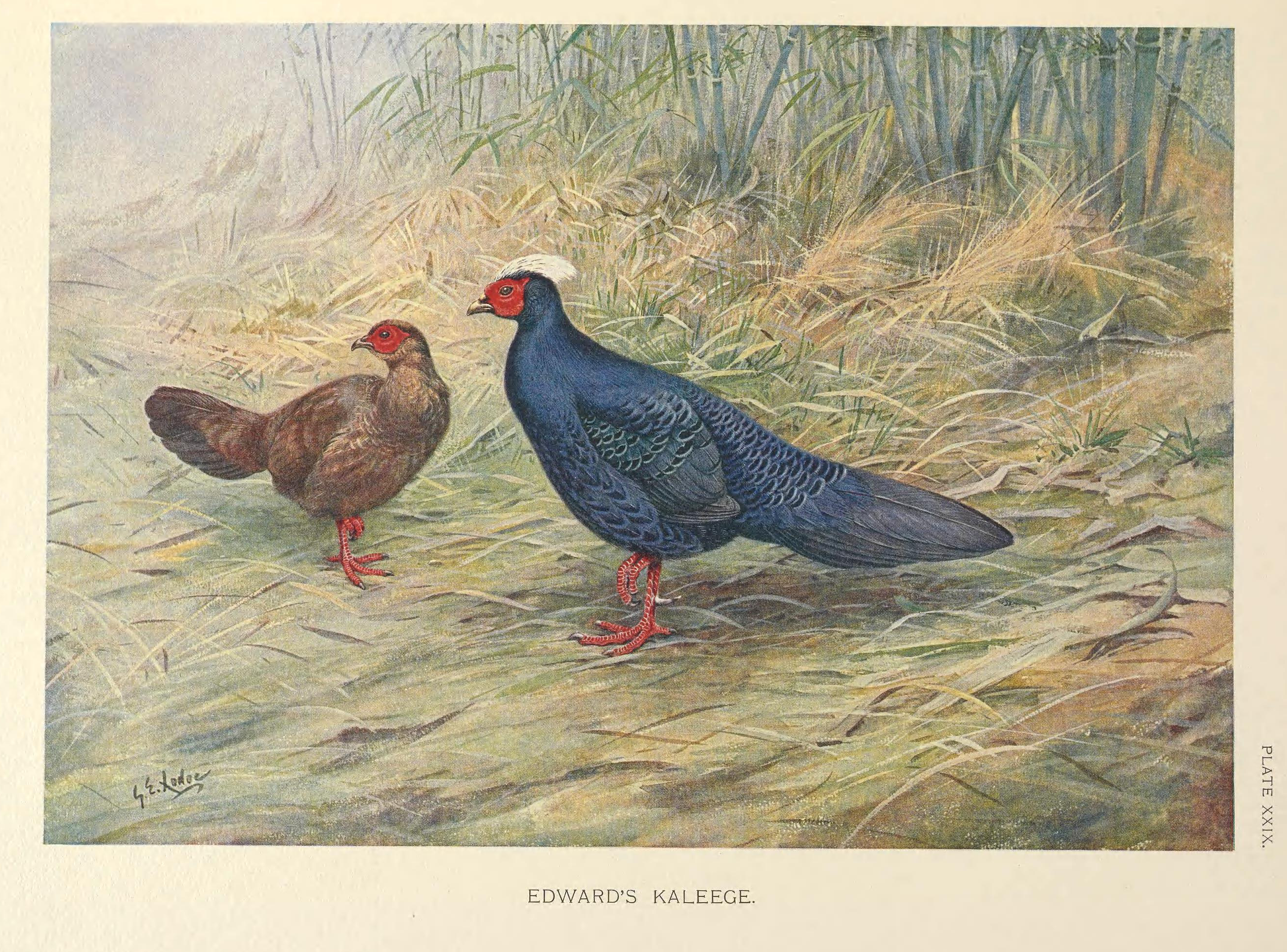
Bažant Edwardsův
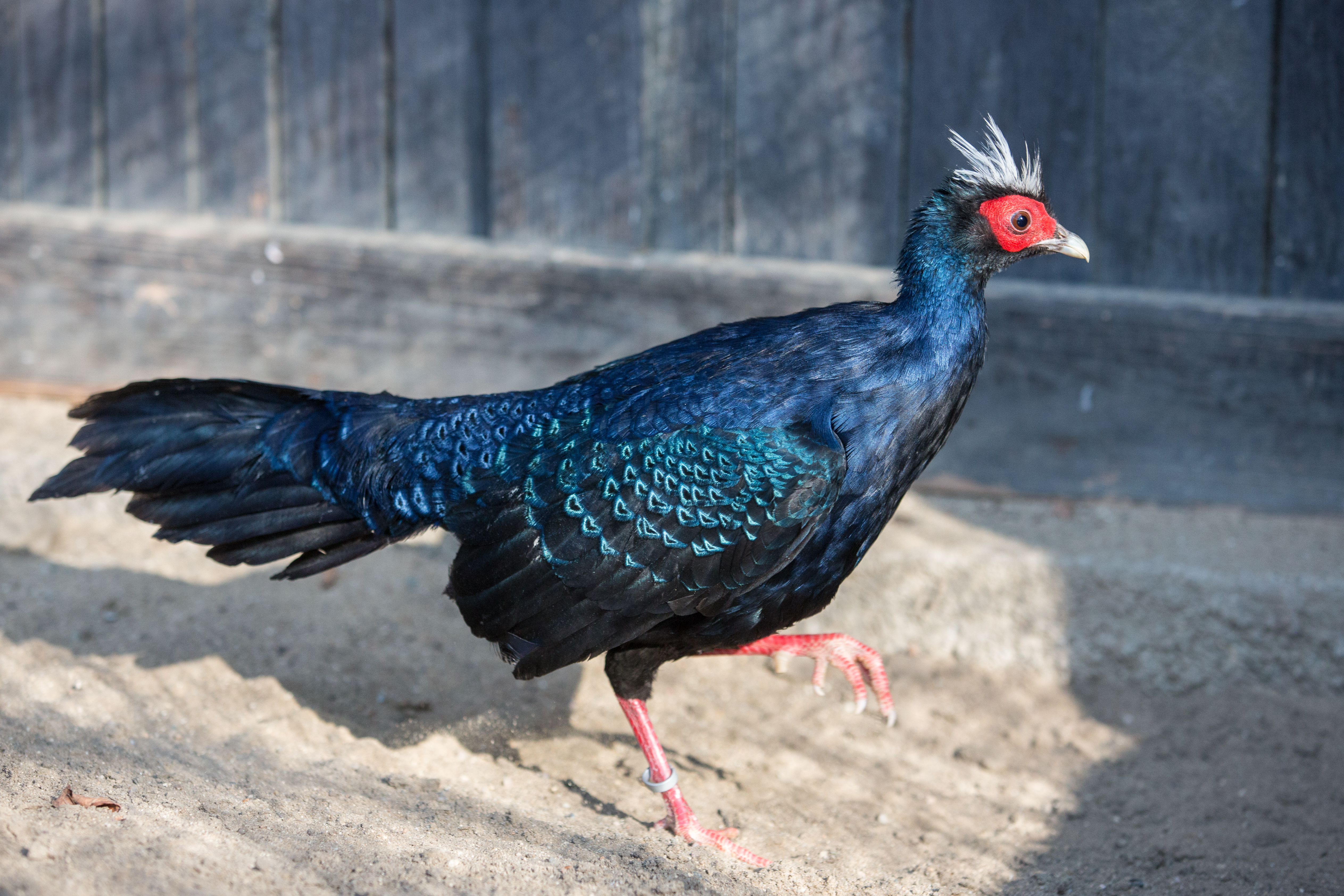
Bažant Edwardsův v Zoo Praha